# Lou Antonio
 Lou Antonio  (n. 23 ianuarie 1934, Oklahoma City, Oklahoma, SUA) este un actor american și regizor de televiziune. Este cel mai cunoscut pentru interpretarea în filmele Luke mână rece și America America. A jucat, de asemenea, în două seriale TV de scurtă durată, Dog and Cat (1977) și Makin 'It (1979).

## Filmografie
- Have Gun-Will Travel (1960, serial TV) - Ted Greive
- Splendoare în iarbă (1961) - Oil Field Worker at Party (nemenționat)
- Macbeth (1961, film TV)
- Naked City (1961–1963, serial TV) - Charlie Tepperoni / Ernie / Al Machias / Civil Service Applicant
- Breaking Point (1963, serial TV) - Paul Knopf
- Route 66 (1963, serial TV) - Tony Donato
- The Defenders (1962–1963, serial TV) - Danny Norton / Bo Jackson / Sam
- 1963 America, America! (America America), regia Elia Kazan - Osman
- For the People (1965)
- Twelve 0'Clock High (1964–1965, serial TV) - Capt. Bing Pollard / Capt. Wade Ritchie
- The Virginian (1966, serial TV) - Niles Tait
- The Wackiest Ship in the Army (1966, serial TV) - Jocko
- Hawaii (1966) - Rev. Abraham Hewlett
- Hawk (1966, serial TV) - Frankie Gellen
- The Fugitive (1963–1966, serial TV) - Don / Matt Mooney / Vinnie
- The Road West (1967, serial TV) - Mike Kerkorian
- The Monkees (1967, serial TV) - Judd
- Luke mână rece (Cool Hand Luke, 1967) - Koko
- I Dream of Jeannie (1968, serial TV) - Charley
- The Danny Thomas Hour (1968, serial TV) - Stefanos
- Bonanza (1968, serial TV) - Davey
- Insight (1968-1980, serial TV) - Burglar / J.P.
- Star Trek - „Ultimul câmp de luptă” (1969, serial TV) - Lokai
- Gentle Ben (1969, serial TV) - Kee Cho
- Gunsmoke (1965–1969, serial TV) - Mace / Smiley / Curt Tynan / Rich / Harve Kane
- Bewitched (1969, serial TV) - Harry Simmons
- Sole Survivor (1970, film TV) - Tony
- Here Come the Brides (1969–1970, serial TV) - Telly Theodakis
- The Flying Nun (1970, serial TV) - Stone Mason (nemenționat)
- The Phynx (1970) - Corrigan
- The Mod Squad (1970-1971, serial TV) - Arnold Kane / Case
- Bracken's World (1970, serial TV) - Hal Ingersol
- Storefront Lawyers (1970, serial TV) - Walter Babson
- Dan August (1971, serial TV) - Gordon Krager
- Hawaii Five-O (1971, serial TV) - David Harper
- Cannon (1971, serial TV) - Arnie Crawford
- Mission: Impossible (1970–1972, serial TV) - Rudy Blake / Robert Siomney
- Cade's County (1972, serial TV) - Frank Cameron
- Night Gallery (1973, serial TV) - Jake
- Partners in Crime (1973, film TV) - Sam Hatch
- The F.B.I. (1971–1973, serial TV) - Parrish / Arlen Parent
- The Snoop Sisters (1973–1974, serial TV) - Barney
- The Rookies (1973–1974, serial TV) - Jack Lembo / Jay Warfield
- Dog and Cat (1977, serial TV) - Det. Sgt. Jack Ramsey
- The Hardy Boys/Nancy Drew Mysteries (1977, serial TV) - The Director
- Makin' It (1979, serial TV) - Joseph Manucci
- Where The Ladies Go (1980, film TV) - Hugo
- Treisprezece la cină (Thirteen at Dinner, 1985, film TV) - producătorul de film (nemenționat)
- Face to Face (prezentare a Hallmark Hall of Fame; 1990, film TV) - Dr. Calvin Finch

### Ca regizor
| - Heroic Mission (1967) - Then Came Bronson (1969) - The Flying Nun (1969–70) - The Young Rebels (1970) - Getting Together (1971) - The Partridge Family (1971–1972) - Owen Marshall, Counselor at Law (1971-1973) - Banacek (1972) - The Rookies (1973) - Griff (1973; și scenarist) - Love Is Not Forever (1974) - Fools, Females and Fun (1974) - Amy Prentiss (1974) - Someone I Touched (1975) - McCloud (1972–1975) - McMillan & Wife (1975–1976) - The Rockford Files (1974–1976) - Lanigan's Rabbi (1976) - Delvecchio (1976) - Rich Man, Poor Man Book II (1976) - Something for Joey (1977) - The Girl in the Empty Grave (1977) - The Gypsy Warriors (1978) - The Critical List (1978) - A Real American Hero (1978) - The Chinese Typewriter (1979) - Silent Victory: The Kitty O'Neil Story (1979) - Heaven on Earth (1979) - Breaking Up Is Hard to Do (1979) - The Contender (1980) - We're Fighting Back (1981) - The Star Maker (1981) - The Steeler and the Pittsburgh Kid (1981) - Something So Right (1982) - Between Friends (1983) - A Good Sport (1984) - Threesome (1984) - Rearview Mirror (1984) - Thirteen at Dinner (1985) - One Terrific Guy (1986) - Shell Game (1987) - Pals (1987) | - Mayflower Madam (1987) - The Outside Woman (1989; și producător) - Dark Holiday (1989; și producător executiv) - Face to Face (prezentare Hallmark Hall of Fame; 1990) - Sporting Chance (1990) - This Gun for Hire (1991) - Lies Before Kisses (1991) - The Last Prostitute (1991) - The Rape of Doctor Willis (1991) - A Taste for Killing (1992) - Nightmare in the Daylight (1992) - The Contender (1993) - Party of Five (1994) - Diagnosis: Murder (1994) - Chicago Hope (1995) - The Cosby Mysteries (1995) - American Gothic (1995) - Picket Fences (1993–1996) - Dark Skies (1996) - Mr & Mrs. Smith (1996) - Spy Game (1997) - Roar (1997) - Dawson's Creek (1998) - Vengeance Unlimited (1998) - To Have & To Hold - Wasteland (1999) - The Force (1999) - Get Real (1999) - Felicity (2000) - The West Wing (2001) - CSI: Crime Scene Investigation (2000–2001) - UC: Undercover (2001) - The Guardian (2001) - First Monday (2002) - The Handler (2003) - Numb3rs (2003) - Reunion (2005) - Boston Legal (2006–2007) |